# فرانسواز دوبینه، مارکیز د مانتونون
فرانسواز دوبینه، مارکیز د مانتونون (فرانسوی: Françoise d'Aubigné, Marquise de Maintenon‎؛ ۲۷ نوامبر ۱۶۳۵ – ۱۵ آوریل ۱۷۱۹) دومین همسر لوئی چهاردهم اهل فرانسه بود.

## زندگی‌نامه
فرانسواز دوبینه در ۲۷ نوامبر ۱۶۳۵ متولد شد. او را نخست در کلیسای کاتولیک نام گذاری کردند، در سال ۱۶۴۷ سرپرستی او را عمه اش مادام دوویلیه بر عهده گرفت و بوسیله کالونیست‌ها تربیت شد و سپس به مذهب کاتولیک برگشت. در سال ۱۶۵۲ با پل اسکارون شاعر ازدواج کرد و به مادام اسکارون معروف شد. با مرگ پل در سال ۱۶۶۰ بیوه شد و متعاقباً تربیت بچه‌های لوئی چهاردهم را برعهده گرفت و پس از مرگ ماریا ترزا در سال ۱۶۸۳ به‌طور مخفیانه با شاه ازدواج کرد، ازدواج وی با پادشاه هیچگاه به صورت رسمی علنی نشد، وی نفوذ فراوانی در لوئی چهاردهم داشت و به مادام دومانتونون معروف گردید. پس از مرگ شاه در سال ۱۷۱۵ به سنت سیر، خانه‌ای که او برای تربیت دختران نجیب و در عین حال فقیر بنیاد نهاده بود، رفت.

## درگذشت
او در ۱۵ آوریل ۱۷۱۹ درگذشت و در سنت سیر به خاک سپرده شد.